# Vanessa Bell
Vanessa Bell rozená Stephenová (30. května 1879 – 7. dubna 1961) byla anglická malířka a návrhářka interiérů.
Byla členka Bloomsbury Group a starší sestra spisovatelky Virginie Woolfové. Vzala si Cliva Bella, člena Bloomsbury Group stejně jako Virginia, která si vzala Leonarda Woolfa. S Clivem měla celkem dva potomky, prvorozeného Juliana a mladšího Quentina, s Duncanem Grantem nejmladší a jedinou dceru Angelicu. Spolu s rodinou žila v Charlestonu. Zemřela v 81 letech. Julian zemřel v Španělsku, Quentin v roce 1996 a Angelica v roce 2012.

## Dětství a studia
Vanessa Stephenová byla nejstarší dcerou Sira Leslie Stephena a Julie Prinsep Duckworthové. Její rodina, včetně sestry Virginie, bratrů Tobyho (1880–1960) a Adriana (1883–1948), nevlastních bratrů George a Geralda Duckworthových, žila na adrese 22 Hyde Park Gate ve Westminsteru v Londýně. V rámci domácího vzdělávání se Vanessa učila jazyky, matematiku, historii a absolvovala lekce kreslení od malíře Ebenzera Cooka. Následně v roce 1896 navštěvovala uměleckou školu, kterou založil Sir Arthur Cope, a pak v roce 1901 studovala malbu v Royal Academy of Arts v Londýně.
Později jako dospělá přiznala, že ji její nevlastní bratři George a Gerald během dětství údajně sexuálně zneužívali.

## Soukromý život
Po smrti matky v roce 1895 a úmrtí otce roku 1904 se Vanessa přestěhovala s Virginií a bratry Tobym a Adrianem do Bloomsbury, kde se seznámili s umělci, spisovateli a intelektuály, se kterými společně vytvořili skupinu zvanou Bloomsbury Group. První večerní setkání skupiny se odehrálo v domě Vanessy a jejích sourozenců na Gordon Square. Mezi zúčastněnými byli: Lytton Strachey, Desmond MacCarthy, později také Maynard Keynes, Leonard Woolf, Roger Fry a Duncan Grant.
V roce 1907 se provdala za Cliva Bella a měla s ním dva syny, Juliana a Quentina. Jejich manželství bylo otevřené a oba měli během svého společného života několik milenců. Vanessa měla aféry s uměleckým kritikem Rogerem Fryem a malířem Duncanem Grantem, se kterým se jí roku 1918 narodila dcera Angelica, již Clive Bell vychovával jako svou vlastní.
Vanessa, Clive a Duncan Grant se svým milencem Davidem Garnettem se krátce před vypuknutím první světové války přestěhovali do Sussexu na venkov, kde Vanessa s Grantem malovali a pracovali na zakázkách pro umělecké dílny Omega Workshops, které založil Roger Fry. Její první výstava se konala právě v těchto dílnách v roce 1916. Zemřela 7. dubna 1961 v Charlestonu ve Východním Sussexu na následky náhlé nemoci.

## Tvorba
Roku 1906, kdy o sobě Vanessa Bellová začala uvažovat jako o umělkyni, založila Friday Club s úmyslem vytvořit v Londýně místo, které by bylo příznivě nakloněno malování. Byla povzbuzena výstavami postimpresionistů organizovanými Rogerem Fryem a ve svých vlastních dílech napodobovala jejich zářivé barvy a odvážné formy. V roce 1914 se začala věnovat abstraktnímu umění.
Bellová odmítala malířské tendence typické pro viktoriánskou éru a spolu s nimi také diskurz o ideálních a negativních kvalitách ženskosti. Část její tvorby byla propojena s jejím osobním životem. Své umělecké kvality totiž využívala k ilustrování knižních obálek. Příkladem je její ilustrace pro knihu K majáku z pera její sestry Virginie Woolfové, na níž je vyobrazena pláž s majákem, která byla součástí jejich dětství stráveného ve městě St Ives v Cornwallu.
Vanessa Bellová patří k nejoslavovanějším malířům z Bloomsbury Group. Během jejího života byly její díla vystavená v Londýně a Paříži a také se jí dostalo uznání díky inovativnosti jejích děl a jejímu přínosu pro design.
Bellové tvorba obsahuje malby Studland Beach (1912), The Tub (1918), Interior with Two Women (1932), portréty její sestry Virginie Woolfové (tři z roku 1912), spisovatele Aldouse Huxleyho (1929–1930) a Davida Garnetta (1916). Bellová spolupracovala s Duncanem Grantem při vytvoření nástěnných maleb pro kostel ve vesnici Berwick v Sussexu (1940–1942).
V roce 1932 obdrželi Bellová a Grant zakázku na vytvoření jídelního servisu pro Kennetha Clarka. Za pomoci jeho manželky Jane Clarkové se jim povedlo vyrobit servis sestávající z 50 talířů s portréty slavných ženských osobností. Předpokládalo se, že se servis ztratil, ale v roce 2017 se našel neporušený.
Její první sólová výstava se konala v dílnách Omega Workshop v Londýně, jež byly významným místem, pokud šlo o podporování mladých umělců a prezentování jejich práce široké veřejnosti. Bellová se v dílnách kolem roku 1912 stala ředitelkou. 